# Förrenbach
Förrenbach (nürnbergisch: Fīrabo) ist ein Gemeindeteil der Gemeinde Happurg im Landkreis Nürnberger Land (Mittelfranken, Bayern). Die Gemarkung Förrenbach hat eine Fläche von 11,291 km². Sie ist in 2556 Flurstücke aufgeteilt, die eine durchschnittliche Flurstücksfläche von 4417,40 m² haben. In ihr liegen neben dem namensgebenden Ort die Gemeindeteile Molsberg und See.

## Lage
Das Pfarrdorf liegt am Happurger Bach, der etwa einen Kilometer westlich in den Happurger See mit dem Pumpspeicherwerk Happurg fließt. Die Staatsstraße 2236 verläuft entlang des Flusstals nach Thalheim (3,5 km südöstlich) bzw. an Happurg vorbei zu einer Anschlussstelle der Bundesstraße 14 (3,8 km nordwestlich). Eine Gemeindeverbindungsstraße führt nach See (2,5 km südöstlich).

## Geschichte
Der im Jahr 1011 erstmals genannte Ortsname „Furihinebach“ ist auf  Föhre oder auf Forelle zurückzuführen. In diesem Jahr schenkte der spätere Kaiser Heinrich II. den Ort dem Bistum Bamberg. Später hatten auch die Herren von Reicheneck in Förrenbach einigen Besitz. Ihr Stammsitz, die  Burg Reicheneck, lag westlich über dem Dorf. Heute ist sie eine Ruine mit nur noch wenig erhaltener Bausubstanz. Ab dem Jahr 1504 kam der Ort zur Reichsstadt Nürnberg, die ihn bis 1806 besaß.

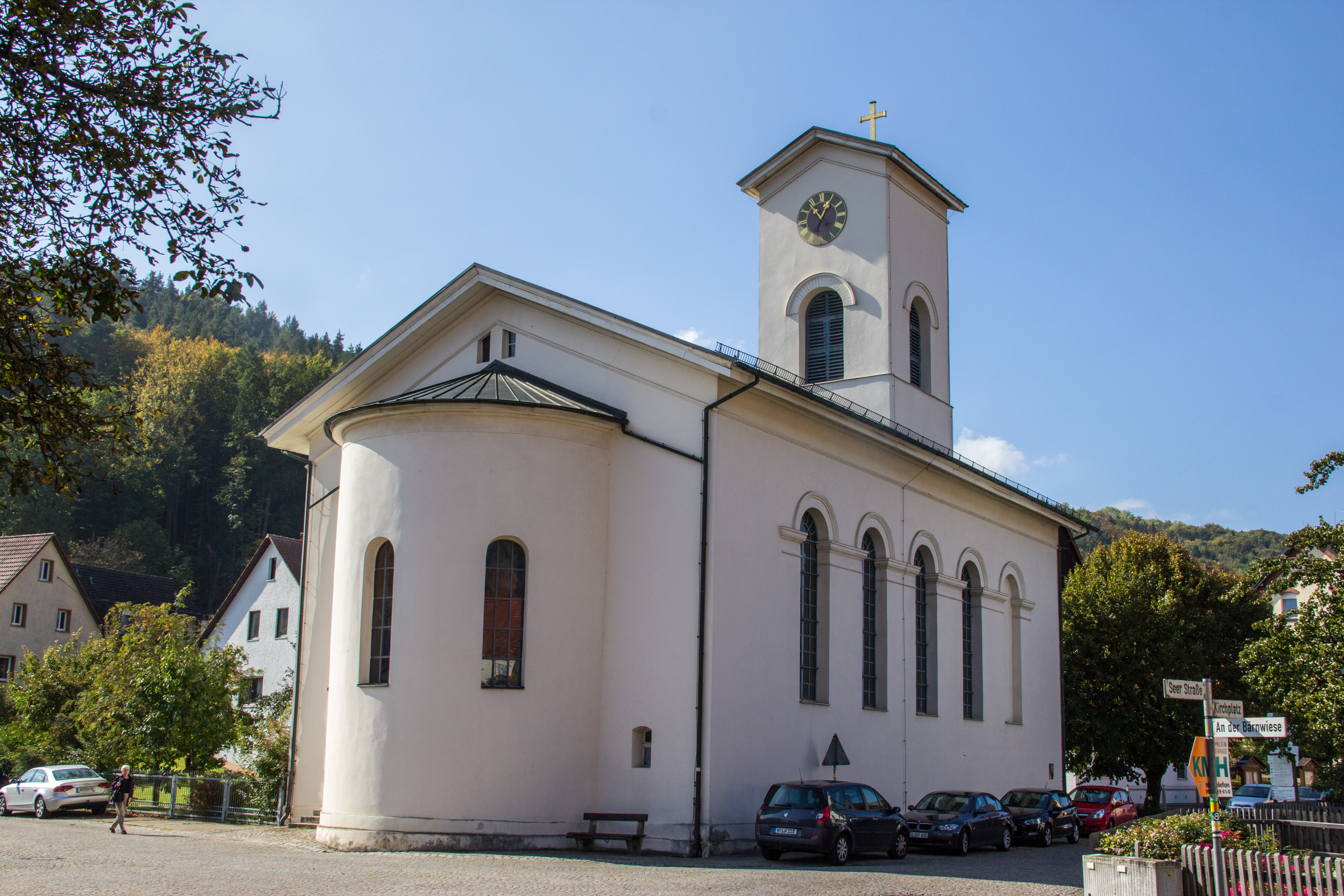
St. Johannes

Die evangelische Pfarrkirche St. Johannes wurde 1839 an der Stelle eines abgebrochenen gotischen Kirchengebäudes errichtet. Sie wurde in spätklassizistischem Stil von dem Architekten Schulz, einem Schüler des Leo von Klenze geplant.
Mit dem Gemeindeedikt zu Beginn des 19. Jahrhunderts entstand der Steuerdistrikt Förrenbach, zu dem Lieritzhofen, Molsberg, Mosenhof, Reicheneck, Schupf und Waller gehörten. Zugleich wurde die Ruralgemeinde Förrenbach gebildet, zu der Aicha, Molsberg und See gehörten. Sie unterstand in Verwaltung und Gerichtsbarkeit dem Landgericht Hersbruck. Aicha wurde in der Folgezeit an die Gemeinde Thalheim abgegeben. Im Zuge der Gebietsreform in Bayern wurde die Gemeinde Förrenbach am 1. Januar 1978 nach Happurg eingegliedert.

## KZ-Mahnmal

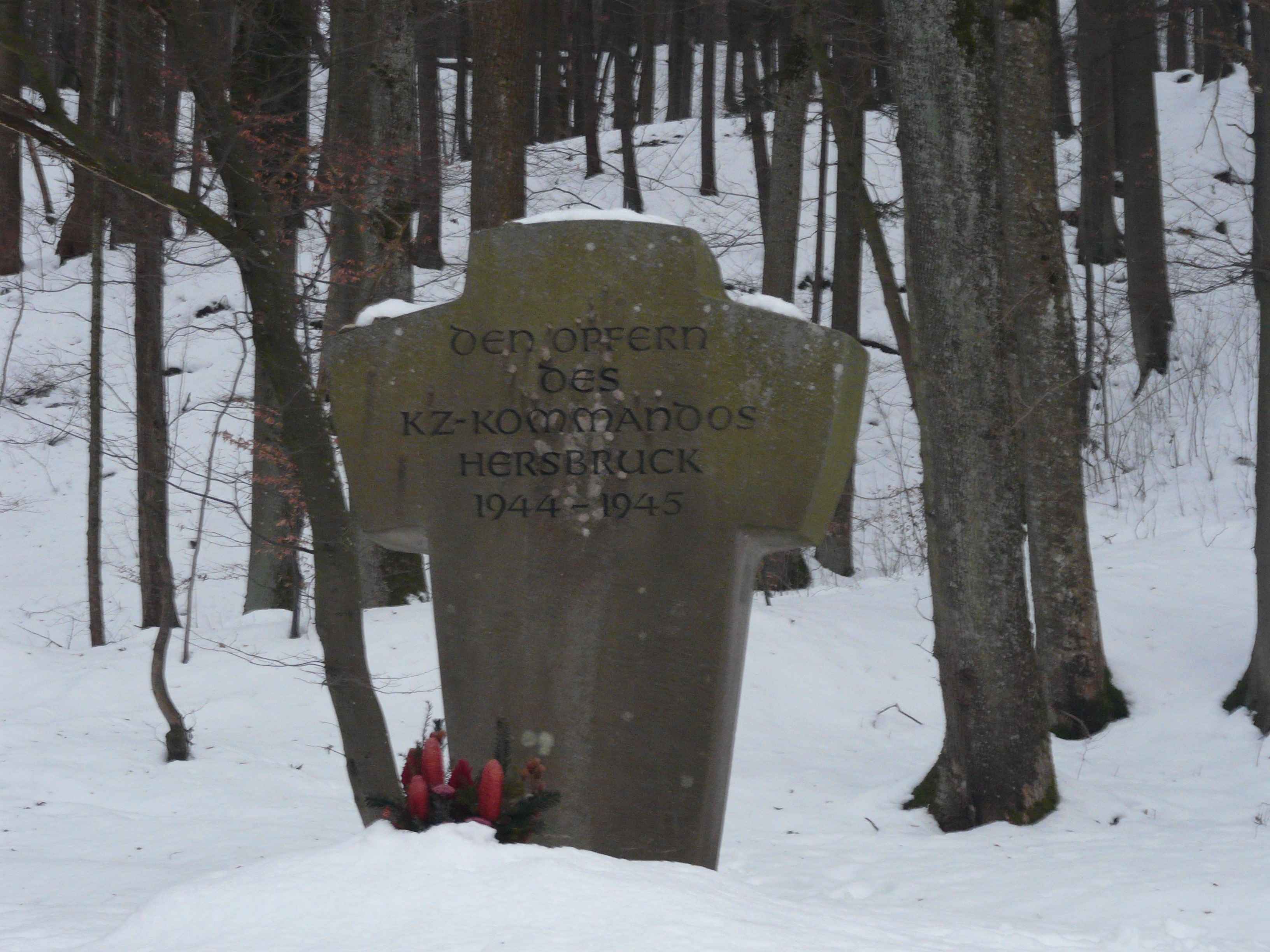
KZ-Mahnmal bei Förrenbach

Etwa einen Kilometer westlich von Förrenbach liegt das KZ-Mahnmal, mit dem die Erinnerung an das Krematorium des KZ-Außenlagers Hersbruck wachgehalten wird. Dort wurden in den letzten Monaten des Zweiten Weltkriegs zahlreiche Opfer des KZ-Außenlagers eingeäschert, die den harten Bedingungen des Lagerlebens und dem Arbeitseinsatz erlegen waren.

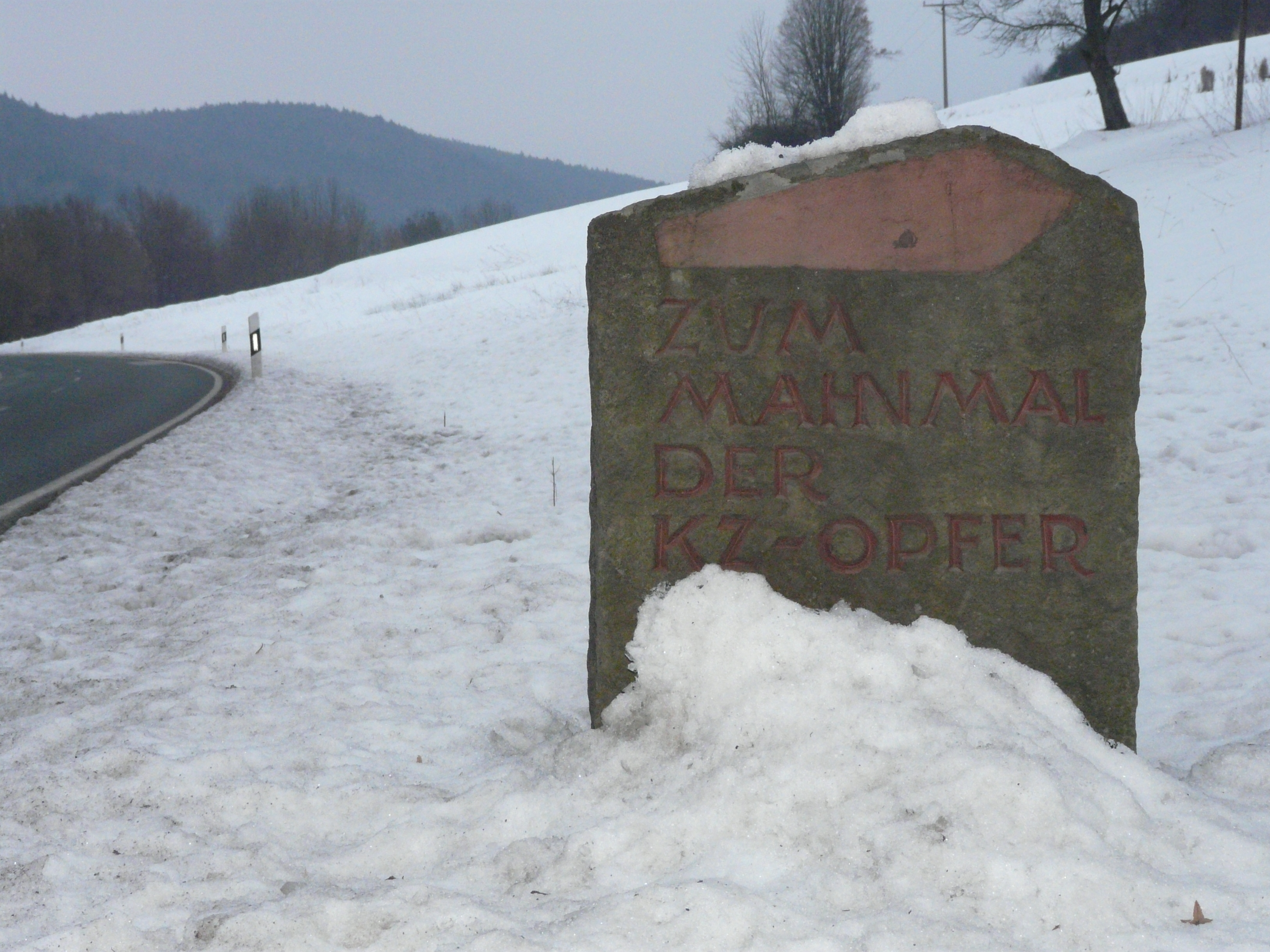
Der granitene Wegweiser zum KZ-Mahnmal bei Förrenbach

Das Mahnmal liegt etwa 150 Meter südlich der Uferlinie des Happurger Sees am Rand eines Waldgebietes. Es besteht aus einem massiven, etwa zwei Meter hohen Steinkreuz, das nur eine kurze Inschrift trägt. Ebenso wie die beiden KZ-Mahnmale bei Schupf und bei Hubmersberg wurde auch dieses Denkmal zu Beginn der 1950er Jahre vom Landkreis Hersbruck errichtet. Der ursprüngliche Aufstellungsort befand sich zunächst an dem Ort, an dem  auch das Krematorium gestanden hatte. Bevor dieser Platz mit der Aufstauung des Happurger Sees 1955 überflutet wurde, versetzte man das Mahnmal, so dass es sich nunmehr etwa 30 Meter über dem Pegel des Stausees befindet. Ein granitener Wegweiser am Rande der Staatsstraße 2236 weist auf die abseits und versteckt gelegene Gedenkstätte hin.

## Tourismus
- Neben einigen denkmalgeschützten Häusern befindet sich in der Dorfmitte die evangelisch-lutherische Kirche St. Johannes. Siehe auch: Baudenkmäler in Förrenbach
- Südlich des Ortes befindet sich das Naturschutzgebiet Oberes Molsberger Tal.
- Westlich des Ortes liegt die Ruine der Burg Reicheneck auf dem Schlossbühl, auch auf dem südöstlich befindlichen Vogelfels stand während des Mittelalters eine Burg, von ihr sind allerdings keine geschichtlichen Informationen bekannt, auch ist sie nur als Burgstall, also als abgegangene Burg erhalten.
- Vom nördlich gelegenen Wachfelsen bietet sich ein eindrucksvoller Ausblick über Förrenbach und das Tal des Happurger Baches.
- Zwischen Thalheim und Förrenbach befindet sich die Felsburg Teufelskanzel.